# Петте портокалови семки
„Петте портокалови семки“, преведен на български и като „Петте портокалови зрънца“ (на английски: The Five Orange Pips) е разказ на писателя Артър Конан Дойл за известния детектив Шерлок Холмс. За първи път е публикуван в списание „Странд“ през ноември 1891 г. Впоследствие е включен в сборника „Приключенията на Шерлок Холмс“, публикуван през 1892 година.

## Сюжет
Внимание:  Текстът по-долу разкрива сюжета на произведението (или части от него)!
Към Шерлок Холмс с молба за помощ се обръща Джон Оупъншо. В семейството му през годините са започнали да се случват мистериозни и трагични събития. Чичото на Джон, Илайъс Оупъншо, като млад е живял в Съединените щати като плантатор във Флорида и по време на Гражданската война е служил като полковник на страната на Конфедерацията, след което се е преместил да живее в Съсекс, Англия. Преди няколко години, Илайъс получава странно писмо от Пондичери, Индия. В него има пет портокалови семки и надпис „K.K.K.“. Това е страшно го изплашва. Той веднага написва завещанието си и оставя цялото си имущество на брат си, а след това изгаря голям брой документи, които са били държани в заключена стая. Чичото на Джон започва постоянно да пие и скоро е намерен мъртъв, като изглежда, че се е удавил в плитко езерце.
Една година по-късно, писмо с портокалови семки, с клеймо от Дънди, получава и бащата на Джон, Джоузеф Оупъншо. Но освен мистериозните букви „K.K.K.“ има и бележка: „Сложете книжата на слънчевия часовник“. Оупъншо-старши не придава голямо значение на това писмо, но скоро и с него става трагична случка. Джоузеф Оупъншо пада в каменна кариера и умира. Когато и Джон Оупъншоу получава точно същото писмо като мъртвите си баща и чичо, той е ужасно изплашен и отива в полицията. Но полицията смята писмата за глупава шега и не се намесва.
Холмс съветва Оупъншо да изпълни всичките искания, за да спаси живота си. Оупъншо трябва да постави на слънчевия часовник празния сандък, където чичо му е пазил тайните документи, заедно с писмо, в което да напише, че чичо му е изгорил всички книжа и следователно не е възможно да бъдат предадени. Оупъншо обещава да го направи, както му казва Холмс, и веднага си отива.
Холмс обяснява на Уотсън, че семейството Оупъншо е преследвано от много опасна организация – Ку-Клукс-Клан (съкращение – „K.K.K.“). Тя е тайно общество, основано от бивши войници от армията на Конфедерацията, за да се бори срещу чернокожото население на САЩ. Холмс предполага, че Илайъс Оупъншо е бил в редиците на организацията и след това е избягал в Англия, открадвайки техен таен архив.
Оупъншо също умира, неуспявайки да изпълни съветите на Холмс. Младият мъж е бил изхвърлен през нощта от мост в реката и се е удавил. Вбесен от неуспеха си Холмс решава да отмъсти за смъртта на Оупъншо. Той енергично разследва случая и установява, че всички писма са били изпратени от яхтата „Самотна звезда“ с капитан Джеймс Калхоун. В момента, яхтата е на път за САЩ, затова Холмс изпраща телеграма до полицията на щата Джорджия, настоявайки за арестуването на престъпниците при пристигането им в пристанището на Савана. Но яхтата не пристига в пристанището – тя е разрушена по време на силна буря.

## Адаптации
Разказът е екранизиран през 1945 г. в САЩ във филма „Къщата на страха“ с участието на Базил Ратбоун в ролята на Холмс и Найджъл Брус като Уотсън.